# Arichanna tula
Arichanna tula là một loài bướm đêm trong họ Geometridae.